# Don Kichot (obraz Honoré Daumiera)
Don Kichot (fr. Don Quichotte) – obraz olejny francuskiego malarza, grafika i rysownika Honoré Daumiera. Dzieło znajduje się w zbiorach Nowej Pinakoteki w Monachium.
Obraz Daumiera jest ilustracją do powieści Miguela de Cervantesa Don Kichote z La Manchy. Począwszy od 1865 artysta podjął temat Don Kichota 28 razy, były to obrazy olejne i akwarele oraz wiele rysunków. To zainteresowanie tematem błędnego rycerza związane jest zapewne z wydaniem w 1863 powieści Cervantesa z ilustracjami Gustave'a Doré’a. Książka stała się popularna we Francji i miała wpływ na środowisko artystyczne.

## Opis obrazu
Obraz robi wrażenie pośpiesznie przygotowanego szkicu, malowany jest szerokimi pociągnięciami pędzla przy zastosowaniu ubogiej i podstawowej palety barw. W centralnej części widoczna jest chuda postać Don Kichota na pokracznym koniu Rosynancie, jeździec trzyma rycerskie atrybuty: tarczę i kopię, ma dumnie wypiętą pierś. Jego twarz zastępuje plama w kolorze ochry, brakuje oczu, nosa i brody, których wygląd artysta zapewne pozostawił wyobraźni odbiorcy. Postacie jeźdźca i konia są karykaturą człowieka i zwierzęcia, ich wygląd wprowadza nastrój tajemniczej dziwaczności.
Tło obrazu zostało również maksymalnie uproszczone, niebo jest jednolicie błękitne, natomiast ziemia ma kolor ochry i żółci. Partia pejzażu została namalowana pobieżnymi i szerokimi pociągnięciami pędzla, co potęguje uczucie pustki i tajemniczości. Artysta zrezygnował ze stosowania światłocienia, odrzucił też tradycyjne operowanie kolorem, nakładał farbę dużymi porcjami tworząc płaską kompozycję i operując płaszczyznami.
Jedynym akcentem urozmaicającym tło jest niewyraźny kształt widoczny na horyzoncie, być może jest to zarys rachitycznego drzewka lub, jak chcą niektórzy interpretatorzy, postać giermka Sancho Pansy. 

## Odbiór
Dzieło Daumiera nie znalazło zrozumienia u współczesnych malarzy, bo nie pasowało do XIX-wiecznej wizji malarstwa. Obecnie krytycy zwracają uwagę na nowatorstwo dzieła, podkreślają mistrzostwo skrótu, syntetyczną formę i swobodę faktury, dopatrują się też elementów abstrakcji. Sposób nakładania farby i operowanie płaszczyznami odbierane jest jako zapowiedź fowizmu.